# Cyrkuł sandomierski
Cyrkuł sandomierski (niem. Sandomirer Kreis) – jednostka administracyjna Cesarstwa Austrii w latach 1796–ok. 1801, należąca do kraju koronego Nowa Galicja. Powstała na części obszaru zagarniętego przez Austrię wskutek III rozbioru Polski. Siedzibą cyrkułu był Sandomierz.

## Historia
Cyrkuł sandomierski był jednym z 12 cyrkułów Nowej Galicji, podporządkowanych Zachodnio-Galicyjskiej Nadwornej Komisji Urządzającej, a od 1797 Gubernium Krajowemu dla Galicji Zachodniej w Krakowie. Około 1798 został zniesiony i przekształcony w cyrkuł opatowski z siedzibą w Opatowie.
- Miasta: Bodzentyn, Daleszyce, Iwaniska, Klimontów, Koprzywnica, Kunów, Kurozwęki, Łagów, Opatów, Osiek, Ostrowiec, Ożarów, Połaniec, Raków, Sandomierz, Słupia, Staszów, Tarłów, Zawichost;
- Miasteczka: Bogoria, Denków, Gliniany, Janików, Waśniów, Wierzbnik[1].